# Humlegården

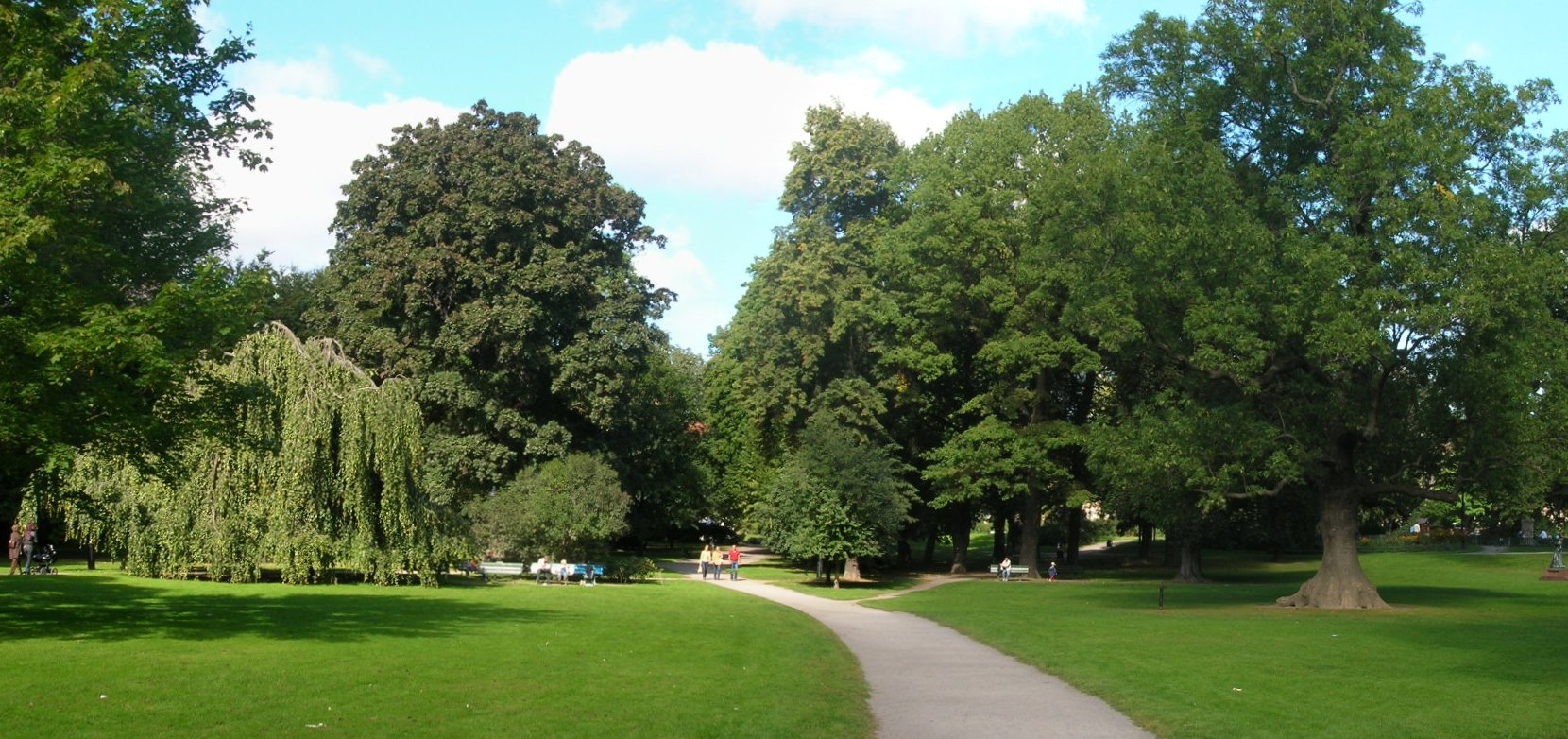
Im nördlichen Teil des Humlegården

Humlegården ist ein Park im Stadtbezirk Östermalm von Stockholm.
Der Park wurde ursprünglich unter Johann III. als königlicher Gemüsegarten angelegt. Hier wuchsen Fruchtbäume, Gewürzkräuter und später auch Hopfen (Schwedisch: Humle), was dem Park seinen Namen gab. Danach verfiel das Gelände eine Zeit bis König Adolf Friedrich Ende des 18. Jahrhunderts den Garten der Stadt abkaufte. Er ließ den Park wieder standesgemäß aufrüsten. Im Laufe der Jahre befanden sich hier Theaterplätze, Tiergehege, Vergnügungsparks und Wirtshäuser. 1869 wurde der Park für die Öffentlichkeit freigegeben. Seit 1878 befindet sich die königliche Bibliothek im Park, die gleichzeitig Schwedens Nationalbibliothek ist.
Koordinaten: 59° 20′ 21″ N, 18° 4′ 22″ O